# Хэ Инцян
Хэ Инця́н (кит. упр. 何英强, пиньинь Hé Yīngqiáng, р.25 мая 1965) — китайский тяжелоатлет, призёр Олимпийских игр и чемпионатов мира.

## Биография
Хэ Инцян родился в 1965 году в уезде Юйнань провинции Гуандун. С 12 лет начал заниматься в местной любительской спортшколе, в 1978 году вошёл в сборную провинции.
В 1983 году Хэ Инцян принял участие в чемпионате мира, однако занял тогда лишь 8-е место, однако уже в 1985 он стал бронзовым призёром чемпионата мира. В 1986 году он выиграл Азиатские игры и завоевал серебряную медаль чемпионата мира. В 1988 году Хэ Инцян стал серебряным призёром Олимпийских игр в Сеуле, в 1989 — бронзовым призёром чемпионата мира. В 1990 году он выиграл Азиатские игры в Пекине и стал серебряным призёром чемпионата мира. В 1991 году, выступая уже в новой весовой категории, он стал бронзовым призёром чемпионата мира, а в 1992 — бронзовым призёром Олимпийских игр (набрав одинаковые суммы ещё с двумя спортсменами оказался самым лёгким).